# Kremser Sportclub
El Kremser Sportclub és un club de futbol austríac de la ciutat de Krems.

## Història
El club fou fundat l'any 1919 amb el nom 1. Kremser SC. Durant els seus primers anys disputà el campionat de la Baixa Àustria, segona categoria del país fins als anys 50, on fou campió diverses vegades. La temporada 1929-30 es proclamà campió d'Àustria amateur. El seu major èxit arribà la temporada 1987-88, en la qual es proclamà campió de la Copa, després de derrotar el FC Tirol Innsbruck a doble volta (2-0, 1-3).

## Palmarès
- Campionat d'Àustria amateur:
  - 1930
- Copa austríaca de futbol:
  - 1987-88
- Campionat de la Baixa Àustria:
  - 1929-30, 1930-31, 1932-33, 1953-54, 1973-74, 1982-83, 2000-01
- Copa de la Baixa Àustria:
  - 1935-36